# Aguadas (kommun)
Aguadas är en kommun i Colombia.   Den ligger i departementet Caldas, i den centrala delen av landet, 190 km nordväst om huvudstaden Bogotá. Antalet invånare är 24 308.